# 拉里亚诺
拉里亚诺（義大利語：Lariano），是意大利拉齐奥大区罗马首都广域市的一个市镇。总面积27平方公里，人口12721人，人口密度471.1人/平方公里（2009年）。ISTAT代码为058115。